# Kalkonfilm
Kalkonfilm eller enbart kalkon, är film som anses vara mycket dålig vad gäller till exempel regi, manus, skådespelarinsatser och så vidare, trots att upphovsmännen inte avsett det. 
Vissa filmer är så dåliga att de istället blir kitschiga, och kan därigenom uppnå underhållningsvärde och rentav kultstatus. En del tycker att kalkonfilmer är roligare att se än många av de erkänt bra filmerna. 
Den svenska termen (en översättning från den amerikanska motsvarigheten "turkey") lanserades av filmskribenten Anders Sjögren i studenttidningen Vertex 1985.
En förklaring till att kalkonfilm kallas just kalkonfilm är att kalkoner inte kan flyga ("lyfta"). Detta skulle kunna översättas till engelskans "take off", vilket är ett uttryck för att något lyckas eller blir populärt.